# Otto Retzer

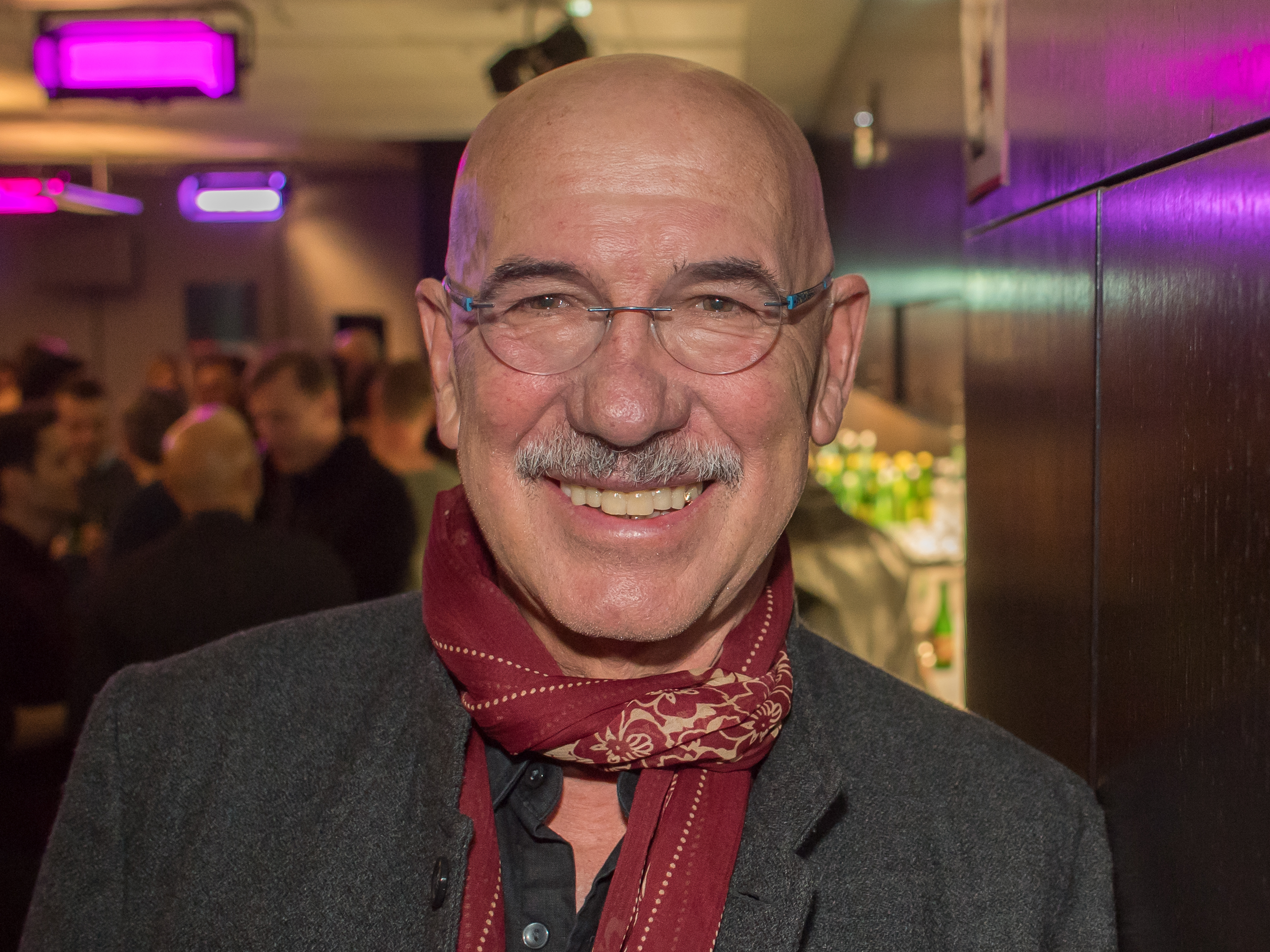
Otto W. Retzer 2017

Otto Werner Retzer (* 13. September 1945 in Lölling (Gemeinde Hüttenberg), Kärnten) ist ein österreichischer Schauspieler und Regisseur für zahlreiche Werke der Lisa Film GmbH.

## Leben
Otto Retzers Vater war Landwirt und seine Mutter Briefträgerin. Er wuchs in Kärnten in einem Seitental des Görtschitztales auf. Nach einer Kellnerlehre wurde er Discjockey und Wasserskilehrer, bis ihn 1970 der Chef der Lisa Film, Karl Spiehs, entdeckte, als Assistenten engagierte und zunächst mit kleinen Arbeiten rund um seinen Stab betraute. In dem Film Rudi, benimm dich! war Retzer 1971 erstmals in einem ungenannten Gastauftritt als Campingwächter zu sehen. Damals noch mit vollem Haar, musste er im Film Die Insel der tausend Freuden 1978 kurzerhand einen glatzköpfigen Schauspieler ersetzen. Der kahlgeschorene Schädel wurde von da an Retzers Markenzeichen. Populär wurde er in der Fernsehserie Ein Schloß am Wörthersee als Gastarbeiter Josip.
1983 führte er erstmals selbst Regie bei dem Film Babystrich im Sperrbezirk. Aufgrund des geringen Budgets wurden statt Schauspielern echte Zuhälter und Prostituierte eingesetzt. Trotzdem wurde der Film mit 1,2 Millionen Zuschauern ein Riesenerfolg. Danach folgten weitere Sexfilme wie Bei Anruf Liebe und 1984 die Zote Her mit den kleinen Schweinchen. Seine Werke werden von Kritikern oft nicht anerkannt – u. a. die Unterhaltungsfilme wie Starke Zeiten 1988 mit Karl Dall sowie TV-Serien wie Ein Schloß am Wörthersee und Klinik unter Palmen, weiterhin gilt er als vielbeschäftigter Fernsehregisseur. 2004 hatte er mit der TV-Serie Das Traumhotel Einschaltquoten von bis zu 8,7 Millionen.
Insgesamt fungierte Otto W. Retzer rund hundertzwanzig Mal als Produktionsleiter und etwa neunzig Mal als Regisseur.
Als Produzent ist Retzer unter anderem für Sex- und Horrorfilme sowie Unterhaltungsfilme mit Thomas Gottschalk und Mike Krüger (Die Supernasen 1983, Seitenstechen 1985) verantwortlich.
Allein zwölf seiner Filme drehte er in Puerto Plata in der Dominikanischen Republik, vor allem die Folgen der Serie Klinik unter Palmen.
Auf Empfehlung von Filmexperten erhielt O. W. Retzer 2014 aus den Händen von Kulturminister Josef Ostermayer das Goldene Ehrenzeichen der Republik Österreich, die Laudatio hielten Uschi Glas und Melitta Trunk.
Retzer ist verheiratet und hat zwei Kinder, darunter die Filmeditorin Olivia Retzer. Er wohnt in Österreich am Wörthersee.
Von März bis Mai 2017 war Retzer als Kandidat in der ORF-Tanzshow Dancing Stars zu sehen.
Nach einer Operation im Unfallkrankenhaus Klagenfurt kam es im Mai 2025 zu einem Eklat mit einer Krankenschwester und darauffolgendem Hausverbot.

## Auszeichnungen
- Ehrenbürger von Puerto Plata
- 2014: Goldenes Ehrenzeichen für Verdienste um die Republik Österreich[7]
- 2021: Franz-Antel-Preis[8]

## Filmografie

### Darstellung
- 1971: Rudi, benimm dich!
- 1972: Mensch ärgere dich nicht
- 1972: Kinderarzt Dr. Fröhlich
- 1972: Der Schrei der schwarzen Wölfe
- 1973: Crazy – total verrückt
- 1973: Was Schulmädchen verschweigen
- 1974: Auf der Alm da gibt’s koa Sünd
- 1975: Das verrückteste Auto der Welt
- 1977: Drei Schwedinnen in Oberbayern
- 1978: Die Insel der tausend Freuden
- 1978: Popcorn und Himbeereis
- 1978: Summer Night Fever
- 1978: Hurra, die Schwedinnen sind da
- 1979: Sunnyboy und Sugarbaby
- 1979: Die Schulmädchen vom Treffpunkt Zoo
- 1980: Jungfrau unter Kannibalen
- 1980: Zärtlich aber frech wie Oskar
- 1981: Ein Kaktus ist kein Lutschbonbon
- 1981: Sadomania – Hölle der Lust
- 1981: Die Säge des Todes
- 1981: Zwölf Schwedinnen in Afrika
- 1982: Ein dicker Hund
- 1982: Piratensender Powerplay
- 1982: Im Dschungel ist der Teufel los
- 1983: Das verrückte Strandhotel
- 1983: Manche mögens prall
- 1983: Die Supernasen
- 1984: Schulmädchen ’84
- 1984: Her mit den kleinen Schweinchen
- 1984: Mama Mia – Nur keine Panik
- 1984: Zwei Nasen tanken Super
- 1985: Drei und eine halbe Portion
- 1985: Seitenstechen
- 1986: Geld oder Leber!
- 1986: Kunyonga – Mord in Afrika
- 1988: Trouble im Penthouse (Fernsehfilm)
- 1989: Gummibärchen küßt man nicht
- 1990: Carmen on Ice (Fernsehfilm)
- 1992: Immer Ärger mit Nicole
- 1990–1993: Ein Schloß am Wörthersee
- 1994: Drei zum Verlieben (Fernsehserie)
- 2003: Der Pfundskerl (Fernsehserie, Folge 4x01)
- 2007: Das Traumhotel – Afrika (TV-Reihe)
- 2023: Operation White Christmas

### Regie
- 1983: Babystrich im Sperrbezirk
- 1983: Bei Anruf Liebe
- 1984: Her mit den kleinen Schweinchen
- 1988: Starke Zeiten
- 1990–1993: Ein Schloß am Wörthersee (TV-Serie, 10 Episoden)
- 1993: Der blaue Diamant
- 1993: Tierärztin Christine (Fernsehfilm)
- 1993: Hochwürden erbt das Paradies
- 1993: Das Paradies am Ende der Berge
- 1994: Drei in fremden Kissen
- 1995: Ein Richter zum Küssen
- 1996: Der schwarze Fluch
- 1996: Hochwürdens Ärger mit dem Paradies
- 1997: Tierärztin Christine II
- 1997: Drei in fremden Betten
- 1998: Die Superbullen
- 1998: Fröhliche Chaoten
- 1999: Die blaue Kanone
- 2002: Hochwürden wird Papa
- 1996–2003: Klinik unter Palmen (TV-Reihe, verschiedene Folgen)
- 2000–2005: Der Pfundskerl (TV-Reihe, verschiedene Folgen)
- 2004–2013: Das Traumhotel (TV-Reihe, 16 Folgen)
  - 2004: Sterne über Thailand
  - 2005: Zauber von Bali
  - 2006: Seychellen
  - 2006: Indien
  - 2007: Afrika
  - 2008: China
  - 2009: Malaysia
  - 2009: Kap der Guten Hoffnung
  - 2010: Chiang Mai
  - 2010: Sri Lanka
  - 2011: Malediven
  - 2011: Tobago
  - 2012: Brasilien
  - 2013: Myanmar
- 2013: Ruf der Pferde (Fernsehfilm)

### Produktionsleitung
- 1972: 100 Fäuste und ein Vaterunser (Alleluja e Sartana figli di… Dio)
- 1973: Blau blüht der Enzian
- 1974: Auf der Alm da gibt’s koa Sünd
- 1975: Das verrückteste Auto der Welt
- 1979: Die Schulmädchen vom Treffpunkt Zoo
- 1980: Drei Schwedinnen auf der Reeperbahn
- 1980: Jungfrau unter Kannibalen
- 1980: Desideria (Desideria: La vita interiore)
- 1983: Die Supernasen
- 1984: Her mit den kleinen Schweinchen
- 1984: Mama Mia – Nur keine Panik
- 1985: Seitenstechen
- 1985: Die Einsteiger
- 1986: Die Schokoladen-Schnüffler
- 1986: Kunyonga – Mord in Afrika
- 1986: Geld oder Leber!
- 1987: Der Joker
- 1987: Zärtliche Chaoten
- 1988: Zärtliche Chaoten II
- 1989: Gummibärchen küßt man nicht
- 1990: Eine Frau namens Harry

## Publikationen
- 2020: Die Superglatze: Otto Retzer – ein Leben wie im Film, herausgegeben von J. A. Nagl, Lisa Film, Velden am Wörther See 2002, ISBN 978-3-200-07150-6